# San Juan Bautista Cuicatlán (kommun)
San Juan Bautista Cuicatlán är en kommun i Mexiko.   Den ligger i delstaten Oaxaca, i den sydöstra delen av landet, 300 km sydost om huvudstaden Mexico City.
Följande samhällen finns i San Juan Bautista Cuicatlán:
- San Juan Bautista Cuicatlán
- San Juan Coyula
- San Francisco Tutepetongo
- Santiago Dominguillo
- San Gabriel Almoloya
- Benito Juárez del Progreso
- El Cacique
- Tecomavaca
- La Cruz